# Universidad de la Sierra Sur
La Universidad de la Sierra Sur «UNSIS» es una institución pública de educación superior e investigación científica del Gobierno del Estado de Oaxaca, con apoyo y reconocimiento del Gobierno Federal, pertenece al Sistema de Universidades Estatales de Oaxaca (SUNEO) y se localiza en Miahuatlán de Porfirio Díaz, Oaxaca. Sus funciones principales son: la enseñanza, la investigación, la difusión de la cultura y la promoción del desarrollo.
La rectora es la M. C. T. I. María de los Ángeles Peralta Arias

## Objetivos de este modelo de universidad
1. Descentralizar la educación superior para:
  - Evitar la concentración de recursos académicos y científicos en zonas que se van fortaleciendo desproporcionadamente y diferenciándose de modo creciente del resto del país.
  - Prevenir la descapitalización humana de las regiones más desfavorecida, que por falta de oportunidades educativas ven partir a las generaciones jóvenes, en una edad que facilita su desarraigo permanente, por los lazos afectivos y sentimentales y de intereses que se producen en el lugar de residencia, y vuelve prácticamente imposible su recuperación, con los efectos lógicos, en una sociedad que pierde a sus generaciones jóvenes.
2. Mejorar el conocimiento de los recursos económicos de la región de que se trate, para establecer las bases de un desarrollo económico y social firme.
3. Formar líderes sociales en los ámbitos público y privado.
4. Introducir una élite profesional en una sociedad que carece de ella, para que sirva de catalizador de la transformación.
5. Mejorar la competitividad cultural de la zona de influencia de la respectiva universidad, al combinar la recepción de ideas y conceptos modernizadores, con la conservación y el reforzamiento de los valores propios.
6. Contribuir, en un mundo globalizado, a la competitividad de la economía de Oaxaca y de México, buscando los más altos estándares de calidad en la enseñanza y la investigación, sin ningún tipo de absurdos complejos de inferioridad.[2]

## Historia
Comenzó sus actividades académicas el 1 de octubre de 2000, con las licenciaturas de Administración Municipal, Enfermería y Técnico Profesional Asociado en Procesos Agroindustriales bajo el auspicio del gobierno estatal.  A partir del 12 de abril de 2003, por voluntad del ejecutivo estatal fue integrada al Sistema de Universidades Estatales de Oaxaca (SUNEO). A partir de este año se incorpora la Licenciatura en Ciencias Empresariales, en 2004 se crea la Licenciatura en Administración Pública y la Licenciatura en Informática, en 2009 se incorpora la Licenciatura en Nutrición y la Maestría en Planeación Estratégica Municipal, para el año 2010 se integra la Maestría en Salud Pública, la Maestría en Gobierno Electrónico y el Doctorado en Gobierno Electrónico; la Maestría en Salud Pública se incorpora en el año 2011, en 2017 se abre la Licenciatura en Odontología y en 2018 se incorpora la Licenciatura en Medicina.

## Lema
El lema Docendo Dicimus (escrito en Latín) y Chun quiaa Tiaha sihi Nillao (escrito en Mixteco), se encuentra dentro del escudo de la universidad y significa Enseñando aprendemos.

## Órganos de gobierno
- Rector, que es la máxima autoridad universitaria, y es nombrado o removido por el Gobernador del Estado
- Vicerrector Académico y Vicerrector Administrativo, nombrados por el rector
- Jefes de Carrera y Directores de Institutos de Investigación, así como los Jefes de las Divisiones de Postgrado. Son nombrados por el rector[4]

## Estudiantes y profesores
El número de profesores que laboran en la UNSIS oscila entre los 150 y 200, mientras que el número de estudiantes se encuentra entre 2200 y 2800.

## Oferta educativa
La UNSIS ofrece nueve carreras a nivel licenciatura, tres maestrías y un doctorado.

### Licenciaturas
- Administración Municipal
- Administración Pública
- Ciencias Empresariales
- Enfermería
- Informática
- Medicina
- Nutrición
- Odontología
- Ciencias Biomédicas

### Posgrados
Maestría
- Gobierno Electrónico
- Planeación Estratégica Municipal
- Salud Pública

Doctorado
- Gobierno Electrónico

## Infraestructura
La UNSIS cuenta con once laboratorios
- Anatomía y Fisiopatología
- Biología
- Centro de Anatomía y Disección
- Centro de Investigación en Nutrición y Alimentación (CINA)
- Centro de Odontología
- Centro de tecnologías de la Información
- Clínica Robotizada
- Gobierno Electrónico
- Informática y Electrónica
- Química
- Salud Pública

## Investigación
La UNSIS cuenta con cuatro institutos de investigación
Institutos
- Instituto de Estudios Municipales

En marzo del 2009, se crea el Instituto de Estudios Municipales (IEM) como parte de la estructura organizacional de la UNSIS, para dar respuesta a las exigencias fundamentalmente en materia de investigación científica de todas las áreas del conocimiento que promueve la Universidad; sin embargo, a partir de mayo de 2010, con la creación del Instituto de Investigaciones sobre la Salud Pública, queda bajo la responsabilidad del primero únicamente las áreas de Ciencias Sociales, Administrativas y Tecnológicas. 
- Instituto de Investigación sobre la Salud Pública

El Instituto de Investigación sobre la Salud Pública en su ejercicio profesional pretende:
Consolidar docencia e Investigación y la promoción de la salud pública a partir de las determinantes de la salud, sobre la base del modelo pedagógico que requiere la Salud Pública para propiciar el incremento de las competencias en investigación científica transformadora, así mismo propiciar la equidad social en salud y condiciones de vida de la comunidad o población implicada en sus procesos de salud enfermedad, incidir e Intervenir en las decisiones que en salud pública se requiera a nivel comunitario, estatal y nacional.
- Instituto de Informática

En noviembre de 2011 como parte de la estructura organizacional de la Universidad de la Sierra Sur, se crea el Instituto de Informática (IINFO) para efectuar investigación aplicada, innovación de tecnología existente y aplicación de Tecnologías de Información y Comunicación (TIC) emergentes que permiten proveer soluciones a los problemas socioeconómicos de la región. Además de contribuir en la formación de recursos humanos de la más alta calidad, para beneficio regional, estatal y nacional.
- Instituto de Nutrición

Publicaciones
- Análisis y propuestas para el Desarrollo: entre lo local y lo global. Hernández Vásquez, Reyna M. y Joselito Fernández Tapia (coord.). 2018.
- Problemas del desarrollo económico y social. Hernández Vázquez, Reyna M. (coord.). 2015. 278pp.
- Investigación histórica en Mitla y otros estudios. Vázquez Zarate, José (comp.). 2015. 126pp.
- Riqueza cultural de la Sierra Sur. Ojeda Díaz, María de los Ángeles (comp.). 2012. 239pp.
- Retos y perspectivas de desarrollo para el estado de Oaxaca. Moyado Flores, Socorro (coord.). 2011. 153pp.

Revistas
- Salud y Administración. Revista: Publicación cuatrimestral desde 1997.

## Difusión de la cultura
Entre las funciones de la UNSIS está la difusión de la cultura, que comprende un amplio abanico de posibilidades y se orienta tanto a la comunidad universitaria como a la población en general. Se enfoca a la presentación de productos culturales de alta calidad, y la realización de actividades que den respuesta a iniciativas e inquietudes de los estudiantes, muchas veces con fines esencialmente recreativos. Podemos mencionar:
- Semana de la Cultura de la Sierra Sur[6]
- Cursos y Conferencias
- Congresos y Seminarios
- Eventos Recreativos
- Cine Club

## Promoción del Desarrollo
Esta es una de las funciones principales de la Universidad consiste en el apoyo a comunidades, organizaciones o individuos mediante asesorías especializadas, apoyos técnicos o la elaboración de proyectos en los que participan los profesores de la Universidad. A través de estas acciones se pretende identificar y concientizar sobre los recursos naturales de la región, a fin de propiciar su explotación racional y aprovechamiento sustentable. Todo esto con el propósito de coadyuvar a la solución de situaciones emergentes en la región y contribuir significativamente a la transformación de la sociedad.
La mayoría los municipios circunvecinos a la ciudad de Miahuatlán de Porfirio Díaz, presentan deficiencias en la manera de administrar los recursos. Por lo que la Universidad de la Sierra ha ofrecido asesorías que conllevan a mejorar dicha administración. 
La Universidad de la Sierra Sur, como ente educativa tiene la responsabilidad de fomentar la educación no únicamente a nivel superior sino también a niveles de educación básicos, para permitir que las nuevas generaciones se vayan introduciendo en la era de la información, por lo tanto se están impartiendo cursos básicos e intermedios de computación a niños de primaria.
Entre otras actividades la Universidad de la Sierra Sur, actualmente cuenta con una clínica con personal altamente capacitado en el área de salud y otorga sus servicios a la comunidad de manera gratuita. Hasta la fecha se han realizado con éxito atención a partos, consulta general, primeros auxilios entre otros.